# Бокшић (Клина)
Бокшић (алб. Bokshiq) је насеље у општини Клина на Косову и Метохији.

## Демографија
Насеље има албанску етничку већину.
Број становника на пописима:
- попис становништва 1948. године: 239
- попис становништва 1953. године: 279
- попис становништва 1961. године: 306
- попис становништва 1971. године: 450
- попис становништва 1981. године: 599
- попис становништва 1991. године: 738